# Parlez-vous français?
Parlez-vous français?  ("O senhor fala francês"?) foi a canção que representou o Luxemburgo no Festival Eurovisão da Canção 1978,  cantada em francês pelo duo Baccara. A referida canção tinha letra de Frank Dostal e Péter Zentner, música e orquestração de Rolf Soja.
A canção fala-nos da importância da língua francesa naquela época - descrita na letra da canção como do amor e do verão. Uma delas descreve uma situação em que para iniciar uma relação amorosa foi-lhe exigido saber falar aquele idioma.
A canção luxemburguesa foi a décima-sétima a desfilar na noite do evento, a seguir à canção dinamarquesa e antes da canção israelita. No final da votação, recebeu 73 pontos e classificou-se em sétimo lugar (entre vinte países participantes).